# 日本の植物園一覧
日本の植物園の一覧を以下に示す。

## 日本の植物園の一覧

### 日本植物園協会加盟施設
（この節の出典: ）

#### 単独で存在する植物園
北海道・東北
- 札幌市百合が原緑のセンター（北海道札幌市北区）
- 札幌市豊平公園緑のセンター（北海道札幌市豊平区）
- 札幌市平岡樹芸センター（北海道札幌市清田区）
- 北邦野草園（北海道旭川市）
- 函館市熱帯植物園（北海道函館市）
- 能代エナジアムパーク（秋田県能代市）
- 仙台市野草園（宮城県仙台市太白区）
- やくらいガーデン（宮城県加美郡加美町）
- 山形市野草園（山形県山形市）

関東
- とちぎ花センター（栃木県栃木市）
- ぐんまフラワーパーク（群馬県前橋市）
- 水戸市植物公園（茨城県水戸市）
- 森林総合研究所樹木園（茨城県つくば市）
- 筑波実験植物園（茨城県つくば市）
- 茨城県植物園（茨城県那珂市）
- 千葉県立中央博物館生態園（千葉県千葉市中央区）
- 清水公園（千葉県野田市）
- 川口市立グリーンセンター（埼玉県川口市）
- 国営武蔵丘陵森林公園都市緑化植物園（埼玉県比企郡滑川町）
- 板橋区立赤塚植物園（東京都板橋区）
- 板橋区立熱帯環境植物館（東京都板橋区）
- 新宿御苑（東京都新宿区）
- 渋谷区ふれあい植物センター（東京都渋谷区）
- 夢の島熱帯植物館（東京都江東区）
- 東京都薬用植物園（東京都小平市）
- 神代植物公園（東京都調布市）
- 多摩森林科学園（東京都八王子市）
- 横浜市こども植物園（神奈川県横浜市南区）
- 神奈川県立フラワーセンター大船植物園（神奈川県鎌倉市）
- 箱根町立箱根湿生花園（神奈川県足柄下郡箱根町）

中部
- 新潟県立植物園（新潟県新潟市秋葉区）
- 富山県中央植物園（富山県富山市）
- 七尾フラワーパーク・のと蘭ノ国（石川県七尾市）
- 福井総合植物園プラントピア（福井県丹生郡越前町）
- 花フェスタ記念公園（岐阜県可児市）
- 伊豆シャボテン公園（静岡県伊東市）
- 浜松市フラワーパーク（静岡県浜松市中央区）
- 浜松市フルーツパーク（静岡県浜松市浜名区）
- 碧南市農業活性化センターあおいパーク（愛知県碧南市）
- 東山植物園（愛知県名古屋市千種区）
- 名古屋市緑化センター（愛知県名古屋市昭和区）
- 安城産業文化公園デンパーク（愛知県安城市）
- 豊橋総合動植物公園（愛知県豊橋市）

近畿
- 草津市立水生植物公園みずの森（滋賀県草津市）
- 京都府立植物園（京都府京都市左京区）
- 宇治市植物公園（京都府宇治市）
- 大阪市立長居植物園（大阪府大阪市住吉区）
- 大阪府立花の文化園（大阪府河内長野市）
- 咲くやこの花館（大阪府大阪市鶴見区）
- 服部緑地都市緑化植物園
- 神戸市立森林植物園（兵庫県神戸市北区）
- 兵庫県立フラワーセンター（兵庫県加西市）
- 尼崎市都市緑化植物園（兵庫県尼崎市）
- 兵庫県立淡路夢舞台温室あわじグリーン館（兵庫県淡路市）
- 六甲高山植物園（兵庫県神戸市灘区）
- 和歌山県植物公園緑花センター（和歌山県岩出市）

中国・四国
- 鳥取県立とっとり花回廊（鳥取県西伯郡南部町）
- 岡山市半田山植物園（岡山県岡山市北区）
- 広島市植物公園（広島県広島市佐伯区）
- 緑と花と彫刻の博物館（山口県宇部市）
- 高知県立牧野植物園（高知県高知市）

九州・沖縄
- 福岡市動植物園（福岡県福岡市中央区）
- 佐世保市亜熱帯動植物園（長崎県佐世保市）
- 熊本市動植物園（熊本県熊本市東区）
- 仙巌園自然植物園（鹿児島県鹿児島市）
- フラワーパークかごしま（鹿児島県指宿市）
- 奄美アイランド植物園（鹿児島県奄美市）
- 熱帯・亜熱帯都市緑化植物園（沖縄県国頭郡本部町）
- ネオパークオキナワ（名護自然動植物公園）（沖縄県名護市）

#### 学校園
- 北海道大学北方生物圏フィールド科学センター植物園（北海道札幌市中央区）
- 東北大学植物園（宮城県仙台市青葉区）
- 大阪公立大学附属植物園 ※旧・大阪市立大学理学部附属植物園[2]（大阪府交野市）

#### 薬用植物園
- 北海道大学大学院薬学研究科附属薬用植物園（北海道札幌市北区）
- 北海道医療大学薬学部付属薬用植物園・北方系生態観察園（北海道石狩郡当別町）
- 奥羽大学薬学部薬用植物園（福島県郡山市）
- 日本薬科大学薬用植物園（埼玉県北足立郡伊奈町）
- 城西大学薬用植物園（埼玉県毛呂山町）
- 東京大学大学院薬学系研究科附属薬用植物園（千葉県千葉市花見川区）
- 東邦大学薬学部薬用植物園（千葉県船橋市）
- 日本大学薬学部薬用植物園（千葉県船橋市）
- 星薬科大学薬用植物園（東京都品川区）
- 東京薬科大学薬用植物園（東京都八王子市）
- 明治薬科大学薬用植物園（東京都清瀬市）
- 昭和薬科大学薬用植物園（東京都町田市）
- 北里大学薬学部附属薬用植物園（神奈川県相模原市南区)
- 帝京大学薬用植物園（神奈川県相模原市緑区）
- 昭和大学薬学部薬用植物園（山梨県富士吉田市、東京都品川区）
- 北陸大学薬学部薬用植物園（石川県金沢市）
- 金沢大学薬学部附属薬用植物園（石川県金沢市）
- 岐阜薬科大学薬草園（岐阜県岐阜市）
- 富山大学薬学部附属薬用植物園（富山県富山市）
- 薬用植物指導センター（富山県中新川郡上市町）
- 静岡県立大学薬草園（静岡県静岡市駿河区）
- 内藤記念くすり博物館附属薬用植物園（岐阜県各務原市）
- 名城大学薬学部薬草園（愛知県名古屋市天白区）
- 名古屋市立大学薬学部薬用植物園（愛知県名古屋市瑞穂区）
- 塩野義製薬油日ラボラトリーズ（滋賀県甲賀市）
- 武田薬品工業京都薬用植物園（京都府京都市左京区）
- 日本新薬山科植物資料館（京都府京都市山科区）
- 京都薬科大学薬用植物園（京都府京都市伏見区）
- 同志社女子大学薬用植物園（京都府京田辺市）
- 大阪薬科大学薬用植物園（大阪府高槻市）
- 摂南大学薬学部附属薬用植物園（大阪府枚方市）
- 神戸薬科大学薬用植物園（兵庫県神戸市東灘区）
- 湧永満之記念庭園併設薬用植物園（広島県安芸高田市）
- 徳島文理大学香川薬学部薬用植物園（香川県さぬき市）
- 熊本大学薬学部附属薬用資源エコフロンティアセンター（熊本県熊本市中央区）
- 崇城大学薬学部附属薬用植物園（熊本市西区）

### 日本植物園協会非加盟施設
北海道・東北
- いわみざわ公園（北海道岩見沢市）
  - バラ園
  - 色彩館
- あやめ公園（北海道岩見沢市）
- 釧路フィッシャーマンズワーフMOO全天候型屋内植物園EGG（北海道釧路市）
- いわみざわ公園室内公園
- 上野ファーム
- 釧路フィッシャーマンズワーフMOO
- 紫竹ガーデン
- 手宮公園
- 豊平公園
- 平岡樹芸センター
- 平取町芽生すずらん群生地
- 北海道ガーデン街道
- 真鍋庭園
- 美郷町ラベンダー園
- 花と泉の公園（岩手県一関市）
- 逢瀬公園・緑化センター（福島県郡山市）
- いわき市フラワーセンター（福島県いわき市）
- どんでん平ゆり園
- フラワーパーク花夢花夢
- 川西ダリヤ園（山形県東置賜郡川西町）
- みちのく真野万葉植物園
- 東沢バラ公園
- せんだい農業園芸センター（仙台市若林区）

関東
- あしかがフラワーパーク（栃木県足利市）
- ハンターマウンテンゆりパーク
- 東武トレジャーガーデン（群馬県館林市）
- 敷島公園ばら園（群馬県前橋市）
- 国営ひたち海浜公園（茨城県ひたちなか市）
- 茨城県フラワーパーク（茨城県石岡市）
- 水郷潮来あやめ園（茨城県潮来市）
- 東武動物公園 ハートフルガーデン（埼玉県宮代町）
- 狭山市都市緑化植物園（埼玉県狭山市）
- 越谷アリタキ植物園（埼玉県越谷市）
- ところざわのゆり園
- 東松山ぼたん園
- 千葉県南房パラダイス（千葉県館山市）
- 水郷佐原あやめパーク（千葉県香取市）
- 白浜フラワーパーク（千葉県南房総市)
- 大多喜ハーブガーデン（千葉県夷隅郡大多喜町)
- 千葉県立中央博物館
- 千葉市花の美術館（千葉市美浜区）
- 千葉市都市緑化植物園（千葉県千葉市中央区）
- 泉自然公園（千葉市若葉区）
- 市川市万葉植物園（千葉県市川市）
- 市川市動植物園
- 京成バラ園（千葉県八千代市）
- 谷津バラ園（千葉県習志野市）
- 国立歴史民俗博物館（千葉県佐倉市）
- 国立科学博物館付属自然教育園（東京都港区）
- 向島百花園
- 堀切菖蒲園
- 練馬区立温室植物園（東京都練馬区）
- 牧野記念庭園
- 国分寺万葉植物園（東京都国分寺市）
- 京王フローラルガーデンANGE
- 都立八丈植物公園（東京都八丈町）
- 長久保公園都市緑化植物園（神奈川県藤沢市）
- 江の島サムエル・コッキング苑（神奈川県藤沢市）
- 神奈川県立花と緑のふれあいセンター 花菜ガーデン
- 神奈川県立大船フラワーセンター
- 神奈川県立相模原公園 グリーンハウス（神奈川県相模原市）
- くりはま花の国
- 強羅公園
- 松田町寄ロウバイ園
- 横須賀しょうぶ園
- 山中湖花の都公園
- 山梨県立フラワーセンター ハイジの村
- 山梨県笛吹川フルーツ公園（山梨県山梨市）

中部
- 氷見市海浜植物園（富山県氷見市）
- 南砺市園芸植物園 フローラルパーク（富山県南砺市）
- 二上山万葉植物園（富山県高岡市）
- チューリップ四季彩館〔砺波チューリップ公園〕（富山県砺波市）
- 石川県農林総合研究センター林業試験場（石川県金沢市）
- 能登町柳田植物公園（石川県能登町）
- のと蘭ノ国（石川県七尾市）
- かたくり園（長野県松本市）
- 風越公園 (軽井沢町)（長野県北佐久郡軽井沢町）
- おぎはら植物園（長野県北佐久郡軽井沢町）
- 東館山高山植物園（長野県下高井郡山ノ内町）
- 加茂荘花鳥園（静岡県掛川市）※旧・加茂花菖蒲園
- ACAO FOREST（静岡県熱海市）
- 河津バガテル公園（静岡県賀茂郡河津町）
- 熱川バナナワニ園（静岡県賀茂郡東伊豆町）
- 伊豆アニマルキングダム（静岡県賀茂郡東伊豆町）
- 下賀茂熱帯植物園（静岡県賀茂郡南伊豆町）
- 杉山バラ園（静岡県駿東郡清水町）
- 富士竹類植物園（静岡県駿東郡長泉町）
- 赤塚山公園（愛知県豊川市）
- 鞍ヶ池公園（愛知県豊田市）
- あおいパーク（愛知県碧南市）
- あいち健康の森 薬草園（愛知県大府市）
- 於大公園（愛知県知多郡東浦町）
- 愛知県森林公園（愛知県名古屋市守山区･尾張旭市）
- 荒子川公園ガーデンプラザ（愛知県名古屋市港区）
- 庄内緑地（愛知県名古屋市西区）
- 名古屋港ワイルドフラワーガーデン ブルーボネット（愛知県名古屋市港区）
- 名古屋市農業文化園（愛知県名古屋市天白区）
- 東山動植物園（愛知県名古屋市千種区）
- 名城公園フラワープラザ（愛知県名古屋市北区）
- フラワーパーク江南（愛知県江南市）
- なばなの里（三重県桑名市）

近畿
- 清住コスモス園
- 福知山市都市緑化植物園
- 万博記念公園自然文化園
- 天王寺公園植物温室（大阪府大阪市天王寺区）
- 堺市都市緑化センター（大阪府堺市）
- 春日大社神苑・萬葉植物園
- 柳生花しょうぶ園（奈良県奈良市）
- 森野旧薬園（奈良県宇陀市）
- 須磨浦山上遊園
- 須磨離宮公園
- 神戸花鳥園神戸どうぶつ王国（兵庫県神戸市中央区）
- 布引ハーブ園（兵庫県神戸市中央区）
- 北山緑化植物園（兵庫県西宮市）
- 荒牧バラ公園（兵庫県伊丹市）
- 永沢寺花しょうぶ園（兵庫県三田市）
- 丹波市立薬草薬樹公園（兵庫県丹波市）
- 但馬高原植物園（兵庫県香美町）
- 手柄山温室植物園（兵庫県姫路市）
- 兵庫県立ゆめさきの森公園
- 多可町余暇村公園
- 篠山玉水ゆり園
- ちくさ高原ゆり園
- 播州山崎花菖蒲園
- 兵庫県立播磨中央公園
- 摩耶自然観察園
- 和歌山県立紀伊風土記の丘（和歌山県和歌山市）

中国・四国
- 岡山県自然保護センター
- とっとり花回廊
- パラダイスパーク（鳥取県岩美町）
- RSKバラ園（岡山県岡山市北区）
- 松江フォーゲルパーク（島根県松江市）
- 島の星山 椿の里（島根県江津市）
- 向島洋らんセンター（広島県尾道市）
- 尾道市因島フラワーセンター（広島県尾道市）
- 広島県緑化センター 県立広島緑化植物公園
- シトラスパーク瀬戸田
- 世羅高原農場
- とくしま植物園（徳島県徳島市）
- 徳島市総合動植物公園
- 藍住町バラ園
- 牛窓オリーブ園
- 愛媛亜熱帯植物園
- 花夢の里ロクタン
- 北川村モネの庭マルモッタン
- 黒瀬農園香山ラベンダーの丘
- やまぐちフラワーランド（山口県柳井市）
- ときわミュージアム熱帯植物館（山口県宇部市）
- リフレッシュパーク豊浦（山口県下関市）

九州・沖縄
- 白野江植物公園（福岡県北九州市門司区）
- 河内藤園（福岡県北九州市八幡東区）
- 帆柱森林植物園（福岡県北九州市八幡東区）
- 八幡薬剤師会附属薬用植物園（福岡県北九州市八幡東区）
- 高塔山公園万葉植物園（福岡県北九州市若松区）
- サボテンハウス（福岡県大任町）
- 久留米市世界のつばき館（福岡県久留米市）
- 久留米つばき園（福岡県久留米市）
- 久留米市世界つつじセンター（福岡県久留米市）
- 北山ダム湯佐古山樹木園（佐賀県佐賀市）
- 切木牡丹園（佐賀県唐津市）
- 松浦河畔公園万葉のみち（佐賀県唐津市）
- 波戸岬つばき園（佐賀県唐津市）
- 中冨記念くすり博物館薬木薬草園（佐賀県鳥栖市）
- 西海国立公園九十九島動植物園（長崎県佐世保市）
- 鹿央古代の森「里やま」古代ハス園（熊本県山鹿市）
- フラワーヒル菊池高原（熊本県菊池市）
- 古閑の雑木林（熊本県阿蘇市）
- 監物台樹木園（熊本県熊本市中央区）
- 南立石緑化植物園（大分県別府市）
- 佐野植物公園（大分県大分市）
- くじゅう花公園（大分県竹田市）
- フローランテ宮崎（宮崎県宮崎市）
- 青島亜熱帯植物園（宮崎県宮崎市）
- 延岡植物園（宮崎県延岡市）
- 宮古島市熱帯植物園（沖縄県宮古島市）
- 東南植物楽園（沖縄県沖縄市）
- ナゴパラダイス（沖縄県名護市）
- ビオスの丘（沖縄県うるま市）
- 由布島・亜熱帯植物楽園
- おもろ植物園

#### 学校園
- 八紘学園花菖蒲園
- 東京大学大学院農学生命科学研究科附属緑地植物実験所（千葉県千葉市花見川区）
- 東京大学大学院理学系研究科附属植物園（小石川植物園、日光植物園）（東京都文京区、栃木県日光市）
- 京都大学大学院理学研究科附属植物園（京都府京都市）
- 広島大学大学院理学研究科附属宮島自然植物実験所（広島県廿日市市宮島町）
- 西南学院大学聖書植物園

#### 薬用植物園
- 北海道科学大学薬用植物園（北海道小樽市）
- 青森市農業指導センター薬用植物園・ハーブ園（青森市）
- 東北大学大学院薬学研究科附属薬用植物園（宮城県仙台市青葉区）
- 東北医科薬科大学付属植物園（宮城県仙台市青葉区）
- 岩手医科大学薬学部薬用植物園（岩手県盛岡市）
- 医療創生大学薬用植物園（福島県いわき市）
- 国際医療福祉大学薬用植物園（栃木県大田原市）
- 高崎健康福祉大学薬用植物園（群馬県高崎市）
- 慶應義塾大学薬学部附属薬用植物園（埼玉県さいたま市緑区）
- 千葉大学大学院薬学研究院薬用資源教育研究センター
- 東京理科大学薬学部付属薬用植物園（千葉県野田市）
- 千葉科学大学薬草園（千葉県銚子市）
- 武蔵野大学薬学部附属薬用植物園（東京都西東京市）
- 東京都薬用植物園（東京都小平市）
- 東京農業大学植物園（神奈川県厚木市）
- 横浜薬科大学ハマヤク農園内薬用植物園（横浜市戸塚区）
- 新潟薬科大学薬用植物園（新潟市秋葉区）
- 八ヶ岳薬用植物園（山梨県北杜市）
- 愛知学院大学薬学部薬草園（名古屋市千種区）
- 金城学院大学薬用植物園（名古屋市守山区）
- 鈴鹿医療科学大学薬草園（三重県鈴鹿市）
- 立命館大学薬学部薬草園（滋賀県草津市）
- 池の谷薬草園（京都府京都市左京区）
- 京都大学農学部附属農場（京都府木津川市）
- 京都大学農学部附属農場小曽部温室（大阪府高槻市）
- 大阪大学薬学部附属薬用植物園（大阪府吹田市）
- 近畿大学薬学部薬用植物園（大阪府東大阪市）
- 大阪大谷大学植物園・薬草園（大阪府富田林市）
- 武庫川女子大学薬用植物園（兵庫県西宮市）
- 神戸学院大学薬学部薬用植物園（神戸市中央区）
- 兵庫医療大学薬学部付属薬用植物園（神戸市東灘区）
- 緑の相談所内薬用植物園（兵庫県姫路市）
- 姫路獨協大学薬用植物園（兵庫県姫路市）
- 三栄源エフ・エフ・アイ有用植物研究所（兵庫県川西市）
- 岡山大学薬学部附属薬用植物園（岡山県岡山市北区）
- 就実大学薬学部薬用植物園（岡山市中区）
- 重井薬用植物園（岡山県倉敷市）
- 福山大学薬学部薬用植物園（広島県福山市）
- 広島大学薬学部附属薬用植物園（広島県広島市南区）
- 広島国際大学薬学部付属 薬用植物園（広島市南区）
- 安田女子大学薬用植物園（広島市安佐南区）
- 徳島大学薬学部附属薬用植物園（徳島県徳島市）
- 松山大学薬学部附属薬用植物園（愛媛県松山市）
- 山陽小野田市立山口東京理科大学薬学部附属江汐公園薬用植物園（山口県山陽小野田市）
- 福岡大学薬学部薬草園（福岡市城南区）
- 第一薬科大学薬用植物園（福岡市南区）
- 九州大学大学院薬学研究院附属薬用植物園（福岡県糟屋郡篠栗町）
- 長崎大学薬学部附属薬用植物園（長崎県長崎市）
- 長崎国際大学薬学部付属薬用植物（長崎県佐世保市）
- 九州保健福祉大学薬学部附属薬用植物園（宮崎県延岡市）
- 宮崎県総合農業試験場薬草・地域作物センター（宮崎県小林市）
- 佐多旧薬園（鹿児島県肝属郡南大隅町）
- 薬用植物資源研究センター種子島研究部（鹿児島県中種子町）

### 閉鎖された植物園
- 網走熱帯植物園（北海道）
- ちざきバラ園（北海道）
- 千葉県花植木センター（千葉県成田市）
- 城西国際大学薬草園（千葉県大多喜町）
- 行川アイランド
- フラワーパラダイス銚子
- 生活の木 メディカルハーブガーデン 薬香草園（埼玉県飯能市）
- らんの里堂ヶ島
- IZU・WORLD みんなのHawaiians
- 伊良湖フラワーパーク（愛知県田原市）
- 宝塚ガーデンフィールズ（兵庫県宝塚市）
- ハマブランカ（和歌山県）
- 神戸南洋植物パーク（兵庫県神戸市）
- 長崎県亜熱帯植物園（サザンパーク野母崎）（長崎県長崎市）
- サボテンハーブ園（宮崎県日南市）
- かごしま熱帯植物園（鹿児島県）
- ひめゆりパーク（沖縄県糸満市）
- サラバンダ（沖縄県糸満市）